# Cape May Court House
Cape May Court House är administrativ huvudort i Cape May County i New Jersey. Vid 2010 års folkräkning hade Cape May Court House 5 338 invånare.